# Vladimir Korolenko

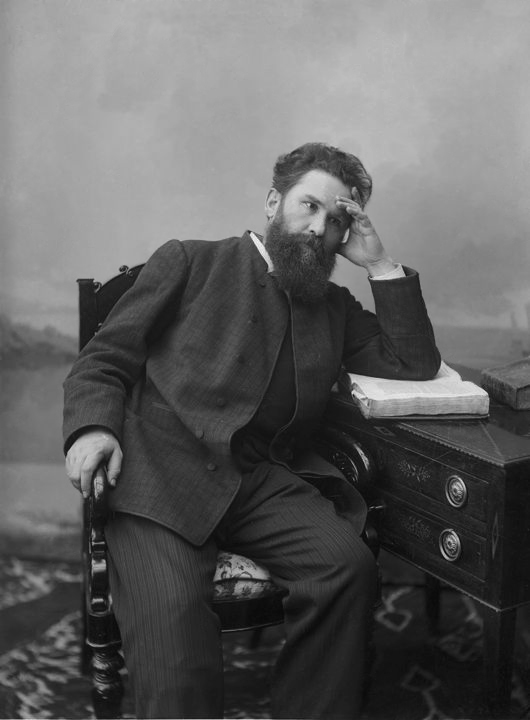
Vladimir Korolenko

Vladimir Galaktionovitj Korolenko (ukrainska: Володимир Галактионович Короленко, ryska: Владимир Галактионович Короленко) född 27 juli 1853, död 25 december 1921, var en rysk novellförfattare, journalist och människorättsaktivist. Hans noveller är kända för sina karga porträtt av livet baserad på hans upplevelser i exil i Sibirien. Korolenko var kritisk till tsarregimen och under sina sista år till bolsjevikerna. 

## Biografi
Korolenko föddes i Zjytomyr, Ukraina 1853 som son till en kosack och en distriktsdomare. Hans kusin Vladimir Vernadskij var den första ordföranden för Ukrainas vetenskapsakademi. Han studerade vid Sankt Petersburgs Teknologiska Institut och i Moskva men blev relegerad från båda institutionerna på grund av deltagande i revolutionära aktiviteter inom narodnikrörelsen. 1876 var han under en tid i exil i Kronstadt.

### Litterär karriär 1879-1900
Korolenkos första noveller publicerades 1879. Men hans litterära karriär avbröts då han arresterades för revolutionära aktiviteter och förvisades till Ural och Sibirien 1879-1884. 
Efter att ha återvänt från exilen publicerade han flera skisser, berättelser och självbiografiska skrifter. Son Makara, publicerades 1885. Historien baserades på en döende bondes dröm om himmelriket. 
Korolenko slog sig ner i Nizjnij Novgorod och fortsatte att publicera populära noveller. Han gav ut en roman Slepoj Muzykant, 1886. 
Efter att ha besökt World Columbian Exposition i Chicago 1893, skrev Korolenko berättelsen Без языка, Bez Jazyka, som handlar om en ukrainsk bonde som emmigrerar till USA. Hans sista berättelse Мгновение Mgnovenie, gavs ut 1900.
Han var ledamot i Rysslands Vetenskapsakademi men avgick 1902 då Maksim Gorkij uteslöts som ledamot på grund av sina revolutionära aktiviteter. Anton Tjechov begärde utträde från akademien av samma anledning.

### Journalist 1895-1921
1895 blev Korolenko redaktör för Russkoje Bogatstvo och använde sin position till att beskriva de orättvisor som fanns under tsartiden. Han använde också sin position till att publicera recensioner av litteratur som till exempel Tjechovs sista pjäs Körsbärsträdgården 1904.
Korolenko var opponent till tsarism och välkomnade den ryska Revolutionen 1917. Men snart var han även emot bolsjevikerna. Under det efterföljande ryska inbördeskriget, var han emot både röd terror och vit terror.
Korolenko kämpade konsekvent för mänskliga rättigheter, mot orättvisor och förföljelse på grund av socialklass i sin essä В Голодный год, nationalism i sin artikel Мултанское дело.

## Eftermäle
- Den ryska sångaren Pavel Lion tog sitt artistnamn Psoj Korolenko på grund av sin beundran av Korolenkos verk.
- Småplaneten 3835 Korolenko, upptäckt av den Sovjetiska astronomen Nikolaj Tjernych 1977, är uppkallad efter honom.[10]

### Utgivet på svenska
- Den blinde musikern 1890
- Skogen susar och andra berättelser 1891
- Mördaren 1917
- Makars dröm och andra noveller 1947